# ماري مولوي
ماري مولوي (بالإنجليزية: Mary Molloy)‏ هي مربية أمريكية، ولدت في 14 يونيو 1880، وتوفيت في 27 سبتمبر 1954.